# Дрон-дракон
Дрон-дракон, також відомий як «Дракарис», — це тип безпілотного літального апарату (БПЛА) запального типу, спочатку розробленого Міністерством оборони України та українськими приватними виробниками оборонної продукції. Дрон використовується для розпилення розплавленого терміту за температури близько 2 000 °C (3 630 °F),  по військових цілях з метою спалення природних перешкод та укріплень, що утримують бойові військові частини. Апарат був створений у 2024 році під час російсько-української війни як засіб для знищення лісових масивів та усунення укриттів російських солдатів. Їхнє перше задокументоване використання відбулося у серпні-вересні 2024 року. 

## Огляд
Дрон-Дракон — це безпілотний бойовий літальний апарат, який може розпорошувати терміт, суміш порошкоподібного оксиду заліза та металевого порошку, такого як дешевий алюміній. Ці дрони, зазвичай, використовують вид від першої особи в багатороторній конфігурації, що дозволяє оператору запалювати терміт над військовою ціллю, а потім на низькій висоті повільно рухатися горизонтально, поки палаючий терміт розпилюється або капає на ціль. 
Терміт може виробляти екстремальну температуру, яка перевищує 2 200 °C (3 990 °F), що може серйозно пошкодити та пропалити більшість матеріалів, включаючи плоть, дерево та метал. Таким чином, Дрон-Дракон може знищувати ворожий особовий склад, їхні підготовлені позиції та транспортні засоби, а також броньовані бойові машини з залишинними відкритими люками. Він також може запалити паливо, мастильні матеріали та боєприпаси противника або, принаймні, діяти як дефоліант, щоб виявити ворога, який ховається під рослинним укриттям.  
Згідно з даними британської антивоєнної організації Action on Armed Violence (AOAV), вплив запаленого терміту може призвести до інтенсивних та глибоких опіків і пошкодження до кісток, а також потенційно спричинити серйозну психологічну травму у жертв.  У звіті про запальну зброю, опублікованому у 2022 році, Human Rights Watch заявила, що термітна та подібна зброя «горезвісні своїми жахливими людськими втратами» та можуть спричинити опіки четвертого та п’ятого ступеня, які «пошкоджують м’язи, зв’язки, сухожилля, нерви, кровоносні судини та навіть кістки», а лікування тих, хто вижив, вимагає постійного догляду та місяців відновлення. 

## російсько-українська війна

### Розробка
За заявами, деякі дрони-дракони розроблені приватним українським виробником зброї Steel Hornets, який заявив, що виробляє легку зброю, що несе терміт, який, за їхніми словами, «може пропалити 4 міліметри (0,16 дюйм) металу менш ніж за 10 секунд".   Хоча Збройні сили Сполучених Штатів виробляють термітні гранати, наразі немає жодних доказів того, що Сполучені Штати відправляють Україні зброю на основі термітів.  

### Вживання Україною
Використання дронів-драконів поза межами безпосереднього націлювання на російські сили та техніку включає допомогу українським розвідувальним підрозділам шляхом знищення лісової рослинності, щоб виявити ворожі позиції та техніку, які потім можуть бути ціллю наземних атак або високоточних бомбардувань. Деякі військові експерти також заявили, що страх і занепокоєння, які викликають у російських солдатів перспектива отримання жахливих поранень розплавленим термітом, можуть завдати російським військам більше «психологічної шкоди», ніж фізичної, і можуть значно знизити моральний дух.   Аналітик оборонної промисловості та колишній офіцер британської армії Ніколас Драммонд назвав використання зброї «досить інноваційним». Українські військові джерела в інтерв'ю українській газеті «Українська правда» заявили, що основним призначенням безпілотників було «знищення російської піхоти, яка сховалася в лісових смугах». 
У публікації офіційного акаунту Міністерства оборони України у Twitter/X було включено відео застосування зброї в Харківській області проти російських військ.  Декілька інших відео, опублікованих військовими блогерами у Twitter/X, показали їх використання проти кількох російських лісових привалів.  60-та механізована бригада України заявила в дописі в соціальних мережах, що «ударні дрони — це наші крила помсти, які несуть вогонь прямо з неба!», і що «Коли наш 'Відар' працює — росіянка ніколи не спить». 

### Вживання росією
У вересні 2024 року російські війська використали власні дрони-дракони під час атаки на Вугледар. 

### Законність
Хоча використання термітної зброї проти цивільного населення є незаконним, міжнародне право не вважає її використання у військових ситуаціях незаконним, незважаючи на її руйнівний вплив, подібний до напалму або білого фосфору. Однак також заборонено використовувати запальну зброю в населених пунктах або лісистих районах, окрім випадків, коли очікується, що рослинність закриватиме військове спорядження. Управління Організації Об'єднаних Націй з питань роззброєння загалом не рекомендує їх використання через складність локалізації пожеж, що виникають внаслідок їхньої дії, що може завдати значної та широкомасштабної шкоди навколишньому середовищу та цивільному населенню. 
AOAV повідомила, що Україна застосувала термітну зброю проти військових сил противника і заявила, що російські підрозділи, скоріш за все, застосували аналогічну зброю у Вугледарі проти цивільних районів у березні 2023 року.  Україна також стверджувала, що Росія застосувала «невизначені запальні боєприпаси» по цивільних районах поблизу Харкова та в Бахмуті. 